# Птици божии
„Птици божии“ е български игрален филм (късометражен, комедия) от 2008 година на режисьора Кристина Грозева, по сценарий на Петър Вълчанов и Кристина Грозева. Оператори са Крум Родригес и Юлиян Атанасов. Музиката във филма е композирана от Христо Намлиев.

## Актьорски състав
- Ан Фърбанк
- Илка Зафирова
- Йорданка Ангелова
- Тодор Танчев

## Награди
Награда за дебют в игралното кино на Годишните награди за българско филмово изкуство на СБФД и на ИА „НФЦ“ за 2008